# ماموت پشمالو
ماموت پشمالو (نام علمی: Mammuthus primigenius) گونه‌ای فیل منقرض‌شده از سرده ماموت است که از اواسط دور پلیستوسن تا اوایل دور هولوسن زندگی می‌کرد. این جانور به خوبی با اقلیم عصر یخبندان سازگاری یافته بود و این رو توانست پراکندگی گسترده‌ای در زیستگاه‌های اروپا، شمال آسیا و شمال آمریکا داشته باشد. ماموت پشمالو به منظور حفاظت از خود در برابر سرما دارای لایه چربی ضخیم و موهایی بلند بود. نرها در این گونه بین ۲٫۷ تا ۳٫۴ متر ارتفاع و تا حدود ۶ تن وزن داشتند. ماده‌ها کوچک‌تر بودند و بین ۲٫۶ تا ۲٫۹ متر ارتفاع و تا حدود ۴ تن وزن داشتند. ماموت پشمالو آخرین گونه ماموت‌ها بود و حدود ۱۰٫۰۰۰ سال پیش در بیشتر زیستگاه‌هایش منقرض شد اما جمعیت‌های کوچکی از آن تا حدود ۵۶۰۰ سال پیش در جزیره ورانگل و تا حدود ۴۰۰۰ سال پیش در جزیره سنت پاول توانستند به بقای خود ادامه دهند. تغییرات اقلیمی گسترده در کنار شکار شدن توسط انسان‌ها از جمله عواملی بودند که در انقراض ماموت پشمالو نقش داشتند.